# هينك غروت
هينك غروت (بالهولندية: Henk Groot)‏ مواليد 22 أبريل 1938 في هولندا، هو لاعب كرة قدم هولندي سابق كان يلعب كمهاجم. لعب خلال مسيرته 279 مباراة سجل خلالها 196 هدفاً.

## المسيرة الاحترافية

### أندية لعب لها
- أياكس أمستردام
- فاينورد

## روابط خارجية
- هينك غروت على موقع الاتحاد الأوربي (الإنجليزية)
- هينك غروت على موقع قاعدة بيانات كرة القدم.إي يو (الإنجليزية)
- هينك غروت على موقع ناشيونال فوتبول تيمز (الإنجليزية)
- هينك غروت على موقع عالم كرة القدم.نت (الإنجليزية)